# Susana Cámara Ángulo
Susana Margarita Cámara Ángulo (San Sebastián, 1966) es una diplomática española. Fue  embajadora de España en Letonia, entre 2018 y 2022.

## Biografía
Susana Margarita nació en el año de 1966, en la ciudad española de San Sebastián.
Tras realizar estudios en la Universidad Complutense de Madrid, obtuvo la licenciatura en Ciencias Económicas y Empresariales, con especialización en Desarrollo Económico y Economía Internacional. También obtuvo la licenciatura en Derecho, en la Universidad Nacional de Educación a Distancia.

### Carrera diplomática
En 1988, ingresó en la carrera diplomática.
Ha estado destinada en las representaciones diplomáticas de España en: Bagdad (Irak), la representación Permanente de España ante Naciones Unidas en Ginebra y en París (Francia) y Tel Aviv (Israel).
En el Ministerio de Asuntos Exteriores, Unión Europea y Cooperación trabajó en la Dirección General de Relaciones Económicas Internacionales; la Oficina de Derechos Humanos y en la Agencia Española de Cooperación Internacional; y directora del Gabinete del secretario de Estado de Asuntos Exteriores.
También fue vocal asesora en el Departamento de Asuntos Internacionales del Gabinete de la Presidencia del Gobierno.
Fue embajadora de España en Letonia (2018-2022).